# Glavni narodnooslobodilački odbor za Srbiju
Glavni narodnooslobodilački odbor za Srbiju je bilo tijelo NOP-a u okupiranoj Srbiji pod Vladom narodnoga spasa a odigrao značajnu ulogu u stvaranju narodne vlasti u Srbiji. Vjerojatno je osnovan u Užicu, 17. studenoga 1941. godine, iako o tomu pitanju opstoje oprječna mišljenja. Glavni NOO za Srbiju nije mogao iskazati neku osobitu djelatnost, jer su samo nakon desetak dana područja pod njegovim nadzorom bila poprište sukoba partizana s osovinskim snagama. Glavni NO Odbor za Srbiju je opstojao svega desetak dana, odnosno do 29. studenoga 1941. godine, dok je po drugim tumačenjima nastavio djelovati na sandžačkomu i kasnije Zavnobihovom području do Velike antifašističke narodno-oslobodilačke skupštine Srbije (VANOSS) održane od 9. do 12. studenoga 1944. godine.
Po Petranoviću Glavni NOO Srbije nije održao ni jednu sjednicu u Užicu (Užička republika) zbog ne prijateljskoga djelovanja. Članove GNOO imenovao je CK KPJ. Nastojanja u ustanovljivanju zemaljskog antifašističkog vijeća narodnog oslobođenja (zavno) za područje federalne Srbije, u proljeće 1943., su bila bez rezultata. Dolaskom Glavnog štaba NOV i POJ za Srbiju s Visa u Srbiju, tijekom srpnja 1944. stvaraju se pogodni uvjeti, ali tek nakon oslobođenja Beograda (20. listopada 1944.), za započinjanje obavljanja priprema za ustanovljivanje zavno za srbijansko područje.
Glavni NOO za Srbiju imao je prije svega zadatak rukovođenja radom i ustrojem narodnooslobodilačkih odbora za srednjosrpsko područje. Predsjednik GNOO je bio Dragojlo Dudić.

## Povezane teme
- Glavni narodnooslobodilački odbor Vojvodine